# Urup Kirke
Urup Kirke är en kyrka som ligger på landsbygden i Urup cirka 10 kilometer väster om Grindsted i Billunds kommun i södra delen av Jylland.

## Kyrkobyggnaden
Kyrkan uppfördes år 1919 efter ritningar av arkitekt Christof Hansen och invigdes 12 oktober samma år.
Byggnaden består av ett långhus med kyrktorn i väster och en smalare halvrund korabsid i öster. Långhuset och tornet täcks av sadeltak. Absiden har valmat tak. Alla tak täcks av rött taktegel.

## Inventarier
- Dopfunten av granit är 85 cm hög och har ett dopfat av mässing.
- Predikstolen består av en femsidig korg och saknar ljudtak.
- Orgeln tillkom 1977 och är byggd av Th. Frobenius og Sønner Orgelbyggeri A/S. Orgeln har sex stämmor, manual och pedal.
- På altarbordet står ett 117 cm högt förgyllt altarkors på en ljusblå sockel. På sockeln står: "Frygt ikke, tro kun" (Markus 5:36)
- Kyrksilvret är skänkt till kyrkan år 1919 och består av ett 23 cm högt nattvardskärl samt en oblatask.